# Joan Barrera i Ferrer

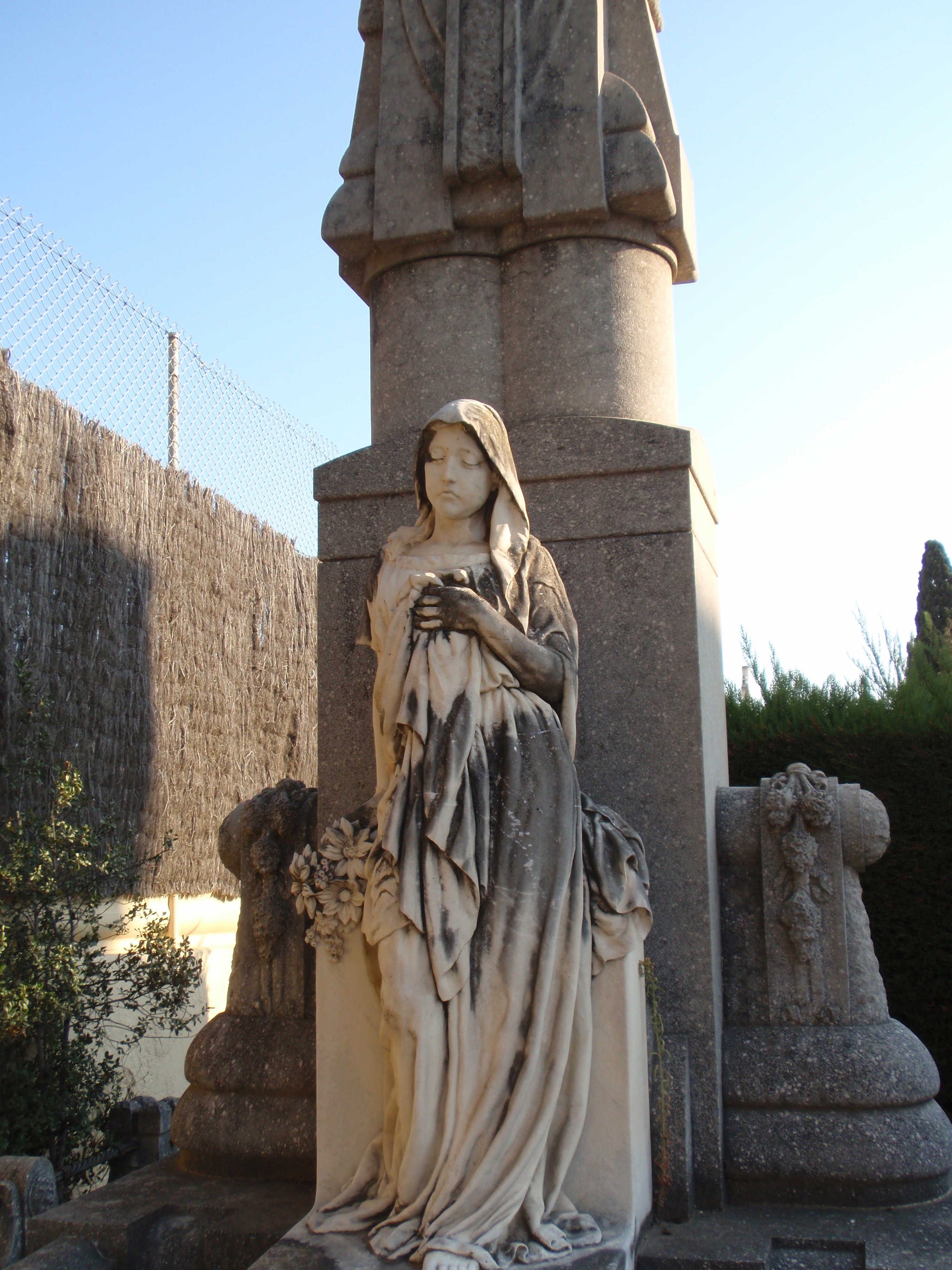
Escultura de Joan Barrera al panteó de la família Vidal Formentí al cementiri d'Arenys de Mar

Joan Barrera i Ferrer (Arenys de Mar, 1872-1961) dibuixant, pintor i escultor. Va compaginar l'activitat docent artística amb la d'escultor de làpides i monuments funeraris. De caràcter esquerp, tímid i retret va propiciar una obra poc nombrosa però rica en matisos i caràcter.

## Biografia
Va estudiar dibuix, pintura, gravat i modelatge a l'Escola de la Llotja de Barcelona. Excel·lí en dibuix i és amb aquesta tècnica que col·laborà en publicacions escrites, en especial a l'Esquella de la Torratxa. En la seva estada a Barcelona va tenir un període d'afinitats amb l'anarquisme i se'l va relacionar amb el llançament de la bomba del Liceu (1893). Va ser exculpat de tot càrrec però aquest fet el va distanciar de les seves activitats artístiques a Barcelona i centra la seva vida, professional i artística, a Arenys de Mar.
El 1922 donà classes de dibuix al col·legi Arxer d'Arenys de Mar. La dècada de 1930 esdevé un element destacat a la tertúlia que es crea a l'estudi de Francesc Arnau, al carrer de l'Església número 10 d'Arenys de Mar, on es reunien amb altres amics com Francesc Miquel i Vergés, Subirachs, en Solís, l'Arabia, en Pere Nogueras, en Lluís Ferran de Pol i altres. Unes reunions on es xerrava, llegia, escoltava música, dibuixava. El contacte amb aquest grup va fer que recuperes l'esperit més inquiet de joventut. Així es lliurà a una gran activitat artística i creativa però curta, ja que es va veure estroncada per la Guerra Civil espanyola.

## Obra
Joan Barrera fou molt hàbil en la utilització del carbó, sanguines i ceres, i el seu traç dinàmic, expressiu i emotiu, sobretot en els apunts, donen a les seves obres un aire de frescor que recorden l'obra d'Isidre Nonell i de Ramon Casas. També treballà altres tècniques com l'oli, de producció més reduïda i de qualitat no tan notòria. En el seu taller dels baixos de la Platja Cassà hi treballà com a marbrista per a guanyar-se la vida fent làpides mortuòries. Molta d'aquesta producció és al cementiri d'Arenys de Mar. Per manca de diners, algunes làpides les treballà per les dues cares, deixant a la vista la que creia que era més reeixida. En la faceta d'escultor esdevé un Barrera més contingut que buscava un estil propi que expressés la seva creació artística.
Com a mestre fou formador de diverses generacions d'inquiets i creatius arenyencs als quals els va saber encendre la inquietud artística, així fou mestre i amic de molts d'ells. L'any 1971 es va fer una primera exposició de record a la seva obra a l'Ateneu arenyenc i el 1977 una segona a la sala de la Caixa Laietana promoguda, com un homenatge, per Pep Quintana. Quaranta anys després d'aquesta segona mostra, el juliol de 2017, es va presentar "Recordant Joan Barrera: l'home, l'artista i el mestre" al Centre Cultural Calisay d'Arenys de Mar.